# 马萨列戈斯
马萨列戈斯，是西班牙卡斯蒂利亚-莱昂帕伦西亚省的一个市镇。 总面积25平方公里，总人口270人（2001年），人口密度11人/平方公里。